# Marshall Space Flight Center
Koordinaten: 34° 42′ 40″ N, 86° 39′ 13″ W

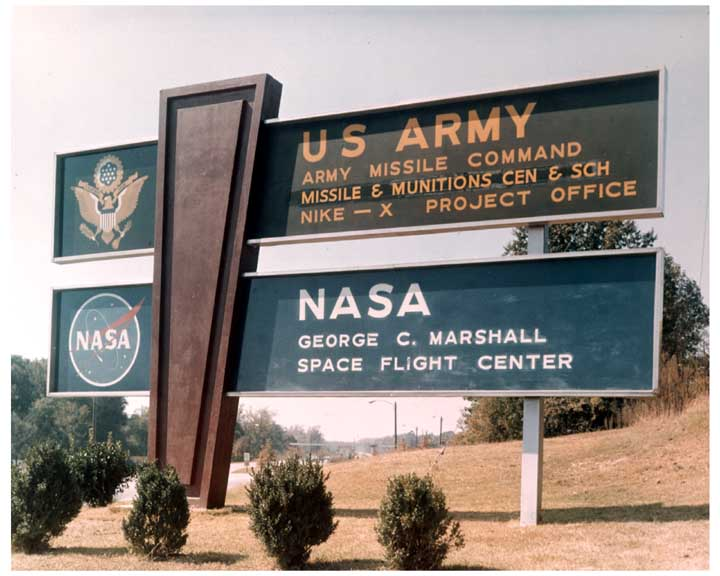
George C. Marshall Space Flight Center – Redstone Arsenal

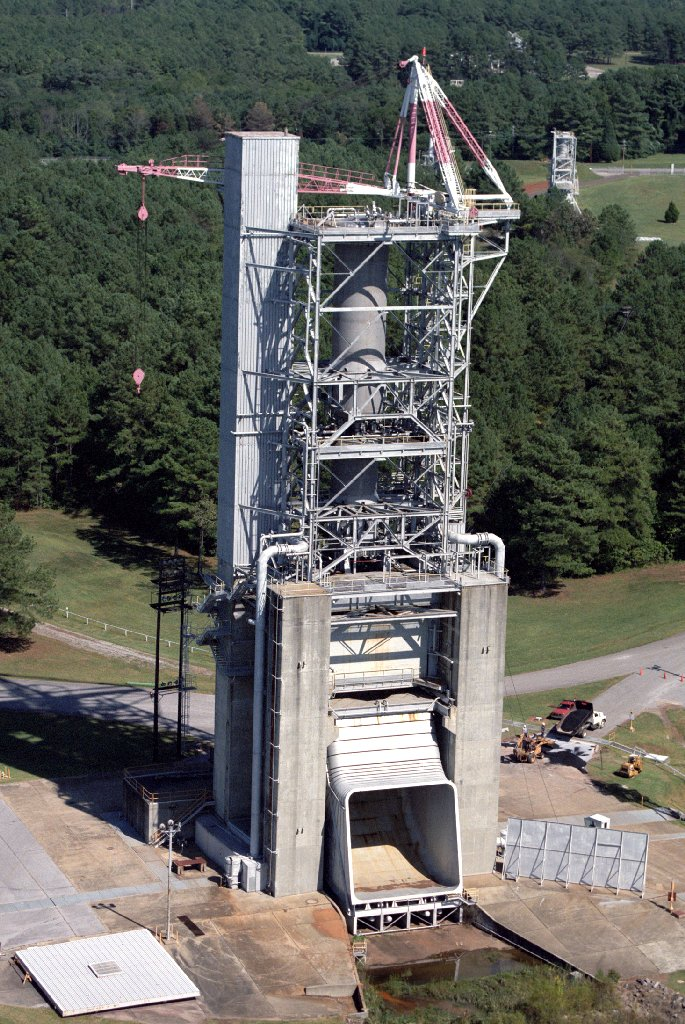
Antriebsteststand auf dem MSFC-Gelände

Das Marshall Space Flight Center (MSFC), auch NASA–George C. Marshall Space Flight Center, ist eine Einrichtung der NASA auf dem Redstone Arsenal in Huntsville im Madison County, Alabama. Die Mitarbeiter entwickeln Raketentriebwerke, Computer- und Netzwerktechnologien sowie Programme zum Informationsmanagement.
US-Präsident Dwight D. Eisenhower weihte das Zentrum am 8. September 1960 zu Ehren des Generals George C. Marshall, der kurz zuvor verstorben war, auf dessen Namen ein. Schon einige Monate vorher nahm es den Betrieb in den alten Gebäuden und mit Personal der Army Ballistic Missile Agency (ABMA) auf. Erster Direktor wurde Wernher von Braun, der mit seinem Team von Fort Bliss in Texas zuvor auf das Gelände des Redstone Arsenals verlegt worden war.
Die NASA beschrieb das Center 1960 als einzige Gemeinschaft innerhalb der Nation, die fähig ist ein Weltraumfahrzeug von der Idee, dem Entwurf, der Entwicklung und Konstruktion sowie den Tests bis hin zum erfolgreichen Start zu bringen. So wurden hier die Starteinrichtungen für Cape Kennedy entworfen. Die MSFC-Ingenieure leiteten die Teststarts in Florida und werteten anschließend die Daten in Huntsville aus. Dies wiederholte sich vom Mercury-, über das Gemini-, bis hin zum Apollo-Programm mit den erfolgreichen Mondlandungen 1969 bis 1972. Für letzteres wurde im MSFC die Trägerrakete Saturn bis zur Startreife entwickelt. Ebenso konnte die Idee des Lunar Roving Vehicles erfolgreich verwirklicht werden.
Weitergehende Entwicklungen beschäftigten sich gegen Ende der 1970er Jahre mit der Konstruktion von Weltraumlabors wie Skylab und dem Einsatz von Wissenschaftlern im Weltraum. Auch viele Satelliten wurden im MSFC entworfen, gebaut und in eine Erdumlaufbahn gebracht.
Der Hauptaugenmerk lag allerdings in der Entwicklung des Antriebssystems für das Space Shuttle mit dem Antrieb der Raumfähre, dem externen Tank und den beiden Booster-Raketen. Während der Shuttle-Ära konnten viele MSFC-Entwicklungen erfolgreich im Erdorbit getestet werden. Viele wissenschaftliche Nutzlasten, die die Shuttles transportierten, hatten ihren Ursprung in einer Idee der MSFC Mitarbeiter.
In den 2000er Jahren war das MSFC mit dem Bau der Internationalen Raumstation ISS befasst, deren amerikanischen Beiträge fast ausschließlich hier erarbeitet wurden. Nach dem Columbia-Unglück Anfang 2003 wurde großer Wert auf einen möglichst reibungslosen und schnellen Aufbau bei Wiederaufnahme der Shuttle-Flüge ab 2005 gelegt.
Teil des Marshall Space Flight Center befindet sich das Payload Operation Center oder Huntsville Operations Support Center (HOSC) dessen Aufgabe die Planung und Durchführung wissenschaftlicher Experimente insbesondere an Bord der internationalen Raumstation ist.

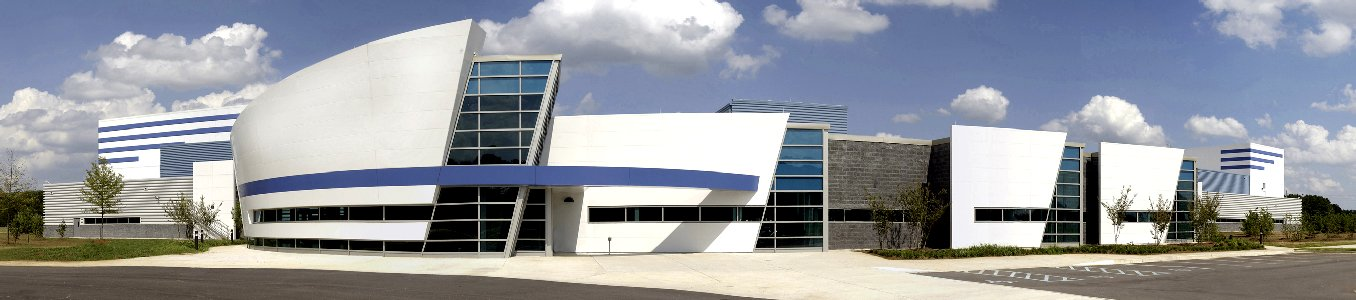
Das Propulsion Research Laboratory am MSFC

## Direktoren des MSFC
1. Wernher von Braun (Juli 1960 bis Januar 1970)
2. Eberhard Rees (März 1970 bis Januar 1973)
3. Rocco Petrone (Januar 1973 bis März 1974)
4. William R. Lucas (Juni 1974 bis Juli 1986)[1]
5. James R. Thompson Jr.  (September 1986 bis Juli 1989)[2]
6. Thomas Jack Lee (Dezember 1980 bis Januar 1994)[3]
7. Jody Singer (seit September 2018)